# Teatr KTO

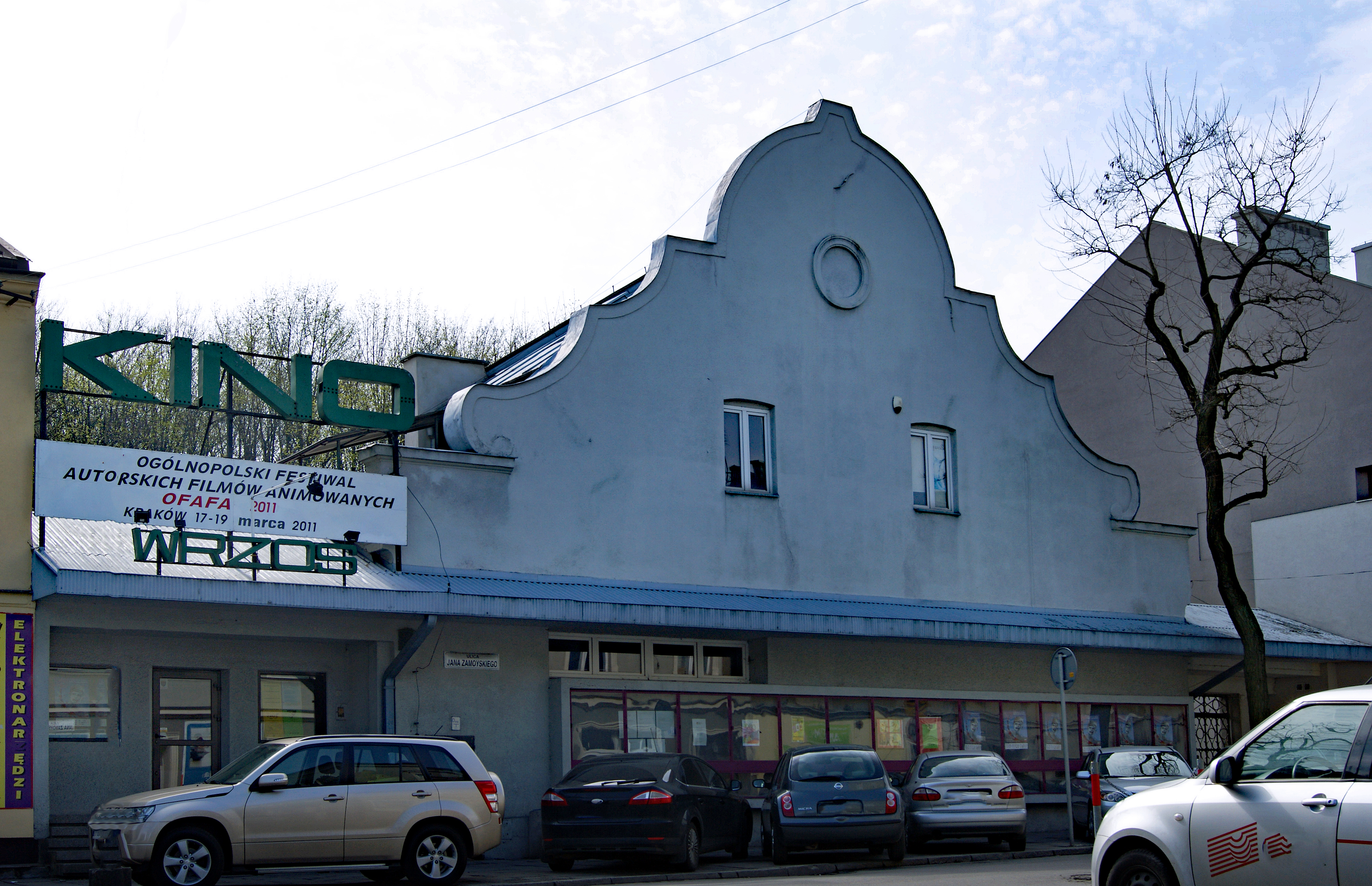
Kraków ul. Zamoyskiego 50. Wyburzany obecnie (rok 2021) zabytkowy budynek dawnego kina „Wrzos” Na jego miejscu ma powstać siedziba Teatru KTO.

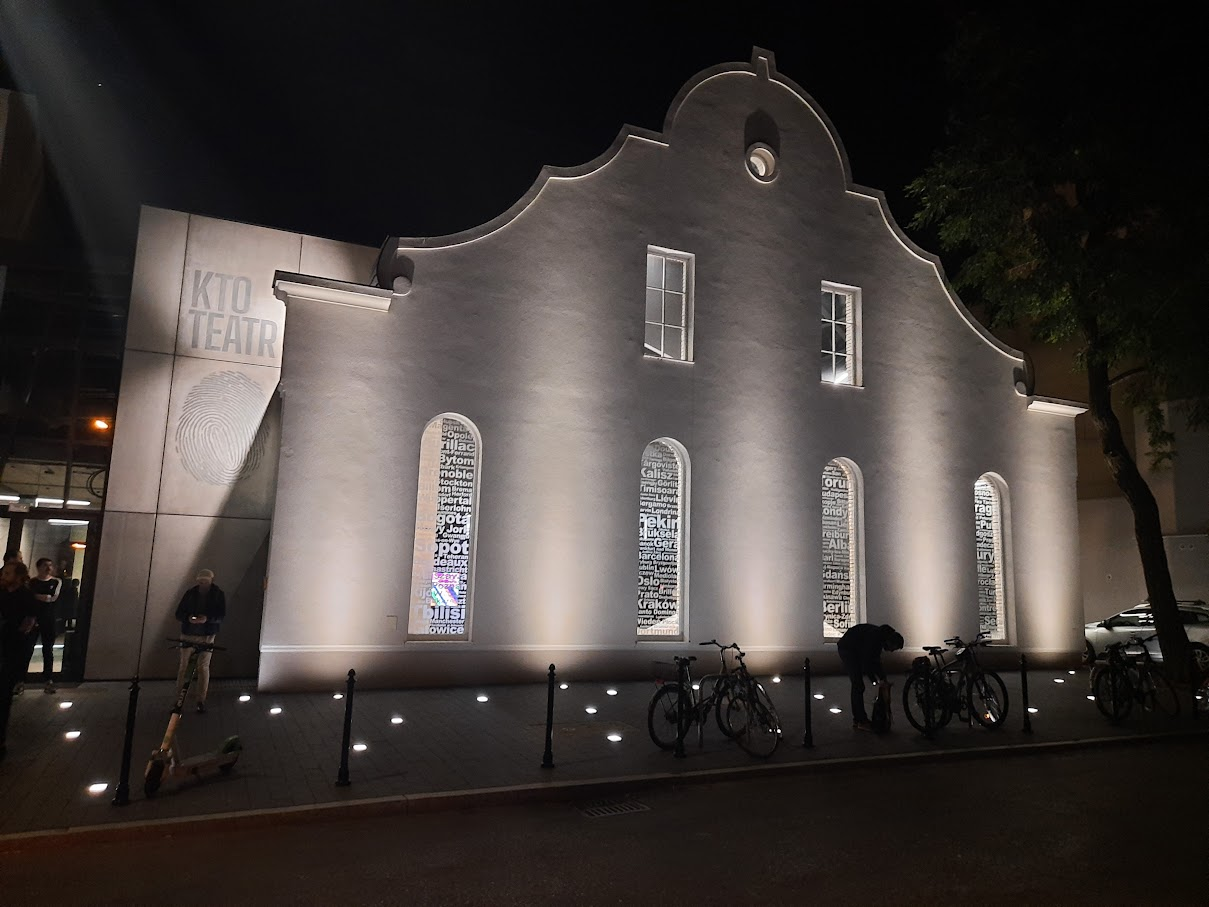
Teatr KTO, 2022

Teatr KTO – teatr założony przez studentów Uniwersytetu Jagiellońskiego w Krakowie w 1977 roku (pełna nazwa – Krakowski Teatr Osobliwości). 

## Historia
Teatr KTO powstał w 1977 roku. Swoją działalność zainaugurował spektaklem „Ogród rozkoszy”.
1 stycznia 2005 roku Teatr KTO uzyskał status Teatru Miejskiego. Do 2016 roku siedziba teatru znajdowała się przy ul. Gzymsików 8 w Krakowie. 
Od 2016 roku czasowo miał siedzibę przy ul. Krowoderskiej 74.
Od 2021 roku Teatr KTO mieści się w nowej siedzibie na krakowskim Podgórzu przy ul. Jana Zamoyskiego 50.
Spektakl inauguracyjny pt. „Teatr Otwarty” odbył się 07.09.2021 roku, podczas którego pokazano dwutorowość działalności teatru - plenerową i sceniczną. Część widowiska odbyła się w ogrodzie, a druga część w budynku.
Od początku działalności dyrektorem teatru jest Jerzy Zoń.

## Działalność teatru
Teatr ten z doświadczeń scenicznych, ale także z eksperymentów z teatrem ulicznym, wykształcił specyficzny język przekazu teatralnego, którego tworzywem jest ciało aktora, ruch, głos, muzyka, a w bardzo ograniczonym wymiarze słowo.
Teatr KTO, prezentował swe przedstawienia na najważniejszych festiwalach teatralnych w Polsce, a także w Albanii, Austrii, Belgii, Białorusi, Brazylii, Bułgarii, Chorwacji, Czechosłowacji, Francji, Gruzji, Hiszpanii, Holandii, Iranie, Kolumbii, Korei Południowej, Kostaryce, Litwie, Meksyku, Niemczech, Norwegii, Portugalii, Rosji, Rumunii, Słowacji, Stanach Zjednoczonych, Szwecji, Tunezji, Ukrainie, Węgrzech, Wielkiej Brytanii, Włoszech. W trakcie 47 sezonów ponad trzy miliony widzów na całym świecie uczestniczyło w przedstawieniach teatru, tych scenicznych repertuarowych i tych okazjonalnych, prezentowanych tylko raz.
Od roku 1985 grupa Teatru KTO uprawia również teatr uliczny nawiązujący do tradycji teatru jarmarcznego, kuglarskiego, wędrownego, a więc tradycji europejskiej teatru średniowiecznego.
Teatr KTO jest organizatorem Międzynarodowego Festiwalu Teatrów Ulicznych ULICA.

## Obecna siedziba
Od 2021 roku Teatr KTO mieści się w nowej siedzibie na krakowskim Podgórzu przy ul. Jana Zamoyskiego 50, która powstała na drodze rewitalizacji dawnego obiektu Kinoteatru Wrzos. 
W trakcie rewitalizacji budynku przywrócono elewację frontową do pierwotnej formy historycznej z czasów dawnego przytułku Zgromadzenia św. Wincentego á Paulo (koniec lat 80. XIX). Monochromatyczna biała ściana została wyeksponowana jako oddzielna bryła z odtworzonym historycznym układem otworów okiennych i stolarki. Oddzielona jest od reszty obiektu przeszklonym foyer. W głębi znajduje się nowoczesna, czarna bryła sali teatralnej z otwieranym dachem, wewnętrzny ogród, altana, która może pełnić funkcję sceny plenerowej, ogród sensoryczny o tarasowym układzie i taras widokowy na granicy działki. 
W obiekcie zaprojektowano fragmenty przeszklonej posadzki w celu uwidocznienia wapiennej skały, na której posadowiony jest budynek. Zachowane są także fragmenty starych ścian budynku. 
Autorami projektu architektonicznego są: Aleksander Janicki i Mariusz Twardowski. 
Siedziba Teatru KTO otrzymała tytuł „Modernizacja Roku 2021” w kategorii Pamięć miejsc historycznych w konkursie Modernizacja Roku & Budowa XXI w. Zajęła także II miejsce w kategorii Architektura użyteczności publicznej w 11. edycji konkursu o Nagrodę im. Stanisława Witkiewicza za najlepsze realizacje architektoniczne sprzyjające ochronie i kształtowaniu krajobrazu kulturowego Małopolski. 

## Najważniejsze spektakle

### Uliczne
- Parada Ponurych (1985)
- Don Giovanni (1987)
- Apokryf (1990)
- Cinema (1993)
- Wieża Babel (1993)
- Zapach Czasu (1997)
- Instalacja I – Sutor (1999)
- Kantata (2000)
- Mazepa (2001)
- Parada wodna (2002)
- Quixotage (2007)
- Ślepcy (2010)
- Peregrinus (2015)

### Teatralne
- Ogród rozkoszy (1978)
- Paradis (1983)
- Lustro (1984)
- Gmach (1985)
- Przedstawienie pożegnalne (1986)
- Do góry nogami (1988)
- De la revolution comme un cortege (1989)
- Po czym poznać łyżkę stołową z bliska (1997)
- Sprzedam dom, w którym już nie mogę mieszkać (2003)
- Stryczek dla dwóch, czyli rzeź domowa (2005)
- Atrament dla leworęcznych. Komedia absurdalna (2008)
- Święci tego tygodnia. Komedia obyczajowa (2010)
- Teatr Telewizji. Komedia sensacyjna (2012)
- Rondo (2013)
- Chór Sierot. teatrkto.pl. [zarchiwizowane z tego adresu (2015-03-04)]. (2014)
- Leon i Matylda (2016)
- Stroiciel grzebieni (2017)
- Stroiciel grzebieni (2017)
- Słoneczni chłopcy (2021)
- Arcadia (2022)
- Byłam żoną Boba Marleya (2023)
- Uczycie nas, jak suknie się podnosi (2023)